# Schefflera cephalotes
Schefflera cephalotes är en araliaväxtart som först beskrevs av Charles Baron Clarke, och fick sitt nu gällande namn av Hermann August Theodor Harms. Schefflera cephalotes ingår i släktet Schefflera och familjen araliaväxter. IUCN kategoriserar arten globalt som starkt hotad. Inga underarter finns listade.